# 廿地乡
廿地乡，是中华人民共和国青海省海南藏族自治州共和县下辖的一个乡镇级行政单位。

## 行政区划
廿地乡下辖以下地区：
廿地村、切扎村、拉龙村、羊让村和曲什那村。